# 99-й стрелковый корпус
99-й стрелковый Краснознамённый корпус — войсковое соединение РККА во время Великой Отечественной войны.
Сокращённое наименование — 99-й ск.

## Формирование и боевые действия
Управление корпуса было сформировано в октябре 1943 года Московским военным округом в городе Коломна, на основании директивы НКО СССР № 022640 от 24 сентября 1943 года. 6 ноября 1943 года управление корпуса вместе с корпусными частями было передислоцировано в деревню Бахмара Вышневолоцкого района Калининской области, где в состав корпуса были переданы 229-я, 265-я и 311-я стрелковые дивизии. Вошедшие в состав корпуса дивизии, после проведённых ими боёв имели большие потери в живой силе и технике.
Корпус, как боевая единица, формировался в район Бологого в январе—феврале 1944 года, с марта по июнь 1944 года находился в районе Пскова
Период вхождения в действующую армию: 27 января 1944 года — 7 июня 1944 года, 15 июня 1944 года — 9 ноября 1944 года.
В июне 1944 года корпус был переброшен на рубеж реки Свирь для участия в Свирско-Петрозаводской операции, 19—20.06.1944 года форсировал реку Свирь, и громя арьергарды отступающих финских частей, овладел городом Подпорожье, наступал через Мегрозеро в обход Олонецкого укрепрайона противника, затем наступал в направлении Пряжи, соединения корпуса вышли на шоссейную дорогу Пряжа — Ведлозеро — Колатсельга, затем наступали вдоль южного берега реки Шуя в общем направлении на Лоймолу, частью сил участвовал в освобождении Суоярви. С 24.07.1944 года в тяжёлых погодных условиях части корпуса пытались перейти в наступление в направлении западнее Лоймолы, однако успеха не добились и с 04.08.1944 года части корпуса перешли к обороне на рубеже Лоймола, Питкяранта.
К сентябрю 1944 года соединения корпуса вышли на государственную границу с Финляндией, и после окончания с ней боевых действий, управление корпуса вместе с 65-й стрелковой дивизией было переброшено в Заполярье.
Перед началом Петсамо-Киркенесской операции соединения корпуса дислоцировались южнее озера Чапр на направлении главного удара армии. 07.10.1944 года части корпуса перешли в наступление, но противник используя мощные укрепления на горе Большой Кариквайвишь и на соседних высотах, отбил атаку. Командир корпуса принял решение повторить атаку ночью и к 06:00 08.10.1944 соединения корпуса прорвали оборону, продолжили наступление в направлении реки Титовка и форсировали её. 12.10.1944 части корпуса участвовали в овладении Луостари и подошли к подступам Петсамо. На Петсамо корпус наступал с юга, с 14.10.1944 года в полосе корпуса была введена в бой 7-я гвардейская танковая бригада. После взятия Петсамо 15.10.1944, корпусу была поставлена задача нанести удар вдоль дороги Луостари — Ахмалахти и овладеть Ахмалахти. 22.10.1944 корпус, после подготовительных инженерных работ вышел на дорогу Ахмалахти — Киркенес. 23.10.1944 года, переправившись на западный берег озера Сальми-Ярви его части с боями прошли более десяти километров, освободив около 20 норвежских населенных пунктов. К вечеру 24.10.1944 части корпуса вышли на подступы к станции Бьерневанн, в 10 километрах от Киркенеса. 25.10.1944 соединения корпуса участвовали в форсировании залива Бек-фиорд, после чего вели бои на улицах Киркенеса. В ночь на 26.10.1944 части корпуса форсировали Ланг-фиорд и овладели норвежскими населенными пунктами Хебугтен, Ленкосельвен, Бухольм, Стонга, Вейнес, а затем, в этот же день приняли участие в освобождении норвежского города Мункельвен, после этого части корпуса преследовали отходившего противника. С 29.10.1944 корпус перешёл к обороне по реке Нейден-Эльв, вдоль Ланг-фьорда и Корс-фьорда.
29 декабря 1944 года 99-й стрелковый корпус, за проявленные героизм и отвагу, за стойкость, мужество, дисциплину, организованность и умелое выполнение боевых задач в Заполярье, на Мурманском направлении и в Северной Норвегии, был преобразован в 40-й гвардейский стрелковый корпус.

## Боевой состав
| Дата       | Фронт                    | Армия      | В составе (стрелковые)                                                               | Другие части, в том числе приданные                                                            | Примечания |
| ---------- | ------------------------ | ---------- | ------------------------------------------------------------------------------------ | ---------------------------------------------------------------------------------------------- | ---------- |
| 01.10.1943 | Московский военный округ | -          | управление корпуса                                                                   | -                                                                                              |            |
| 01.11.1943 | Московский военный округ | -          | управление корпуса                                                                   | -                                                                                              |            |
| 01.12.1943 | Резерв Ставки ВГК        | 21-я армия | 229-я стрелковая дивизия 265-я стрелковая дивизия 311-я стрелковая дивизия           | 944-й отдельный батальон связи 2877-я военно-почтовая станция                                  |            |
| 01.01.1944 | Резерв Ставки ВГК        | 21-я армия | 229-я стрелковая дивизия 265-я стрелковая дивизия 311-я стрелковая дивизия           | 944-й отдельный батальон связи 2877-я военно-почтовая станция                                  |            |
| 01.02.1944 | Волховский фронт         | 8-я армия  | 229-я стрелковая дивизия 265-я стрелковая дивизия 311-я стрелковая дивизия           | 944-й отдельный батальон связи 2877-я военно-почтовая станция                                  |            |
| 01.03.1944 | Ленинградский фронт      | 8-я армия  | 229-я стрелковая дивизия 265-я стрелковая дивизия 311-я стрелковая дивизия           | 944-й отдельный батальон связи 2877-я военно-почтовая станция                                  |            |
| 01.04.1944 | Ленинградский фронт      | -          | 229-я стрелковая дивизия 265-я стрелковая дивизия 311-я стрелковая дивизия           | 944-й отдельный батальон связи 2877-я военно-почтовая станция                                  |            |
| 01.05.1944 | 3-й Прибалтийский фронт  | -          | 18-я стрелковая дивизия 65-я стрелковая дивизия 310-я стрелковая дивизия             | 944-й отдельный батальон связи 2877-я военно-почтовая станция                                  |            |
| 01.06.1944 | 3-й Прибалтийский фронт  | -          | 18-я стрелковая дивизия 65-я стрелковая дивизия 310-я стрелковая дивизия             | 944-й отдельный батальон связи 2877-я военно-почтовая станция                                  |            |
| 01.07.1944 | Карельский фронт         | 7-я армия  | 18-я стрелковая дивизия 65-я стрелковая дивизия 310-я стрелковая дивизия             | 944-й отдельный батальон связи 385-я полевая авторемонтная база 2877-я военно-почтовая станция |            |
| 01.08.1944 | Карельский фронт         | 7-я армия  | 18-я стрелковая дивизия 65-я стрелковая дивизия 310-я стрелковая дивизия             | 944-й отдельный батальон связи 385-я полевая авторемонтная база 2877-я военно-почтовая станция |            |
| 01.09.1944 | Карельский фронт         | 7-я армия  | 18-я стрелковая дивизия 65-я стрелковая дивизия 310-я стрелковая дивизия             | 944-й отдельный батальон связи 385-я полевая авторемонтная база 2877-я военно-почтовая станция |            |
| 01.10.1944 | Карельский фронт         | 14-я армия | 65-я стрелковая дивизия 114-я стрелковая дивизия 368-я стрелковая дивизия            | 944-й отдельный батальон связи 385-я полевая авторемонтная база 2877-я военно-почтовая станция |            |
| 01.11.1944 | Карельский фронт         | 14-я армия | 10-я гвардейская стрелковая дивизия 65-я стрелковая дивизия 114-я стрелковая дивизия | 944-й отдельный батальон связи 385-я полевая авторемонтная база 2877-я военно-почтовая станция |            |
| 01.12.1944 | Резерв Ставки ВГК        | 19-я армия | 10-я гвардейская стрелковая дивизия 65-я стрелковая дивизия 114-я стрелковая дивизия | 944-й отдельный батальон связи 385-я полевая авторемонтная база 2877-я военно-почтовая станция |            |

## Командование
- Летягин, Афанасий Трофимович (24.9.1943 — 24.12.1943), полковник, врид
- Грязнов, Афанасий Сергеевич (20.12.1943 — 15.04.1944), генерал-майор
- Панин, Роман Иванович (19.04.1944 — 28.05.1944), полковник
- Вержбицкий, Виктор Антонович (29.05.1944 — 02.06.1944), генерал-майор
- Микульский, Семён Петрович (03.06.1944 — 29.12.1944), генерал-майор с 02.11.44 генерал-лейтенант[3]

## Награды и наименования
| Награда (наименование) | Дата                                          | За что награждена |
| ---------------------- | --------------------------------------------- | --- |
| Орден Красного Знамени | награждён указом ПВС СССР от 2 июля 1944 года | за образцовое выполнение заданий командования в боях с немецко-финскими захватчиками при форсирование реки Свирь, прорыве сильно укрепленной обороны противника и проявленные при этом доблесть и мужество. |